# Uelands gate (Oslo)

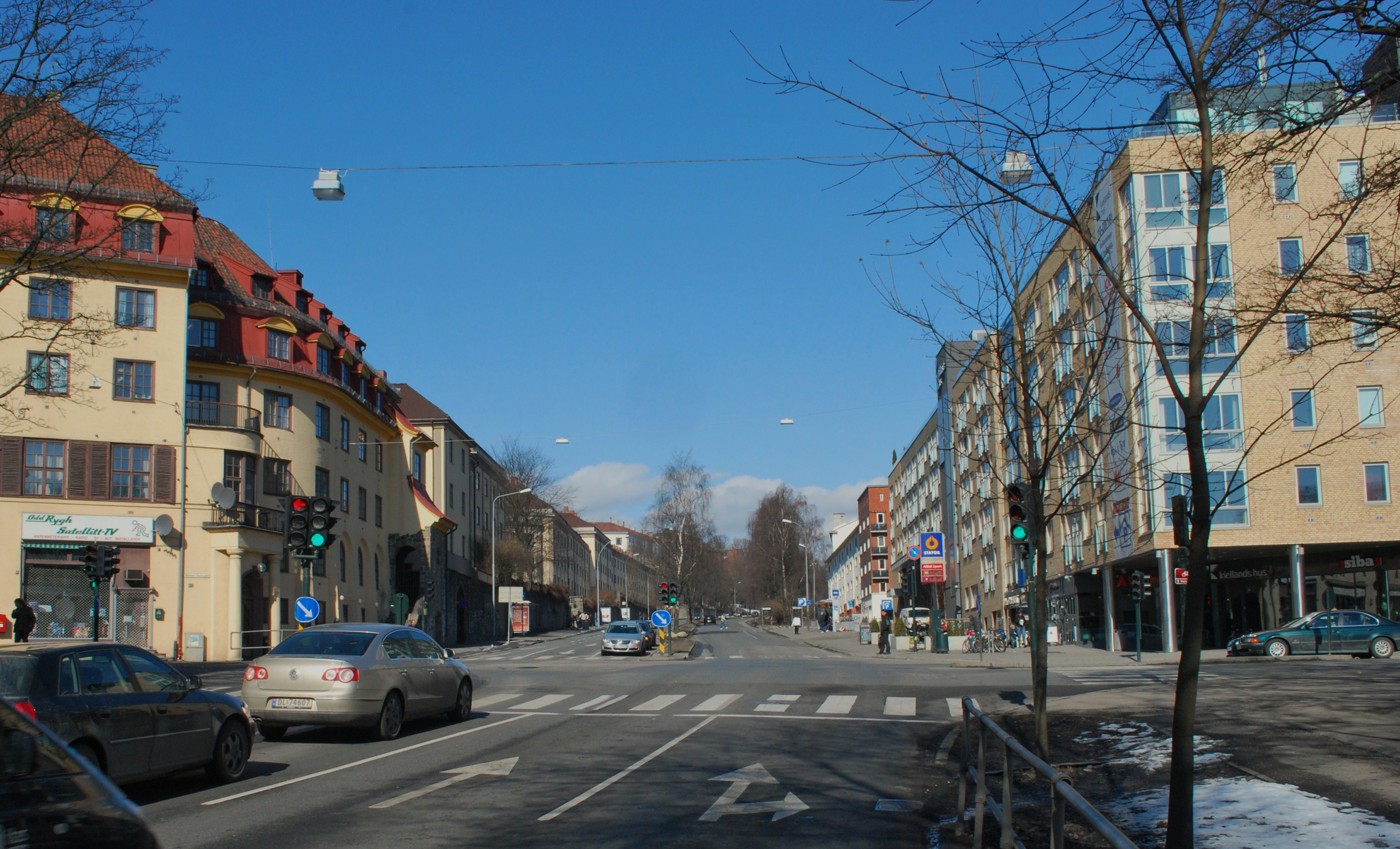
Uelands gate sett nordöver från Alexander Kiellands plass. Foto: Helge Høifødt

Uelands gate är en gata i Oslo. Den är 2,1 km lång. Gatan börjar som en förlängning av Maridalsveien precis före Alexander Kiellands plass, korsar Waldemar Thranes gate och Griffenfeldts gate (ring 2) och slutar vid Tåsenveien där denna fortsätter norrut. Uelands gate räknas som gränsen mellan østkanten og vestkanten i Oslo.
Uelands gate förbinder områdena Ila, Lovisenberg, Sagene och Tåsen. Gatan är utefter hela sin längd en gränsgata mellan stadsdeler: Längs Alexander Kiellands plass mellan stadsdelarna St. Hanshaugen (jämna nummer) och Grünerløkka, från Waldemar Thranes gate till Stavangergata mellan stadsdelarna St. Hanshaugen och Sagene (udda nummer), och därifrån till Tåsenveien mellan Sagene och Nordre Aker. Gatan är sedan 1879 namngiven efter Ole Gabriel Gabrielsen Ueland (1799-1879), stortingsman 1833-1869, som var känd som ledande bland bönderna på Stortinget.
Gatan är bred eftersom det planlades en spårvagnslinje i eget körfält mitt i gatan. Detta realiserades inte. Från 1949 till 1962 gick det trådbuss på Uelands gate.
För biltrafiken är Uelands gate en huvudgata nord-syd i Oslo innerstad. Årsdygnstrafiken (genomsnittligt antal fordon per dygn under ett år) där gatan korsar Griffenfeldts gate (ring 2) var 12 700 år 2004 (1990 13 900). Under morgon- och eftermiddagsrusningen passerar drygt 1 000 cyklister (2006) Uelands gate vid ring 2.
Längs gatan ligger följande platser:
- Alexander Kiellands plass, 0,7 hektar park med vattenspegel, uteservering m.m.
- Ilakomplexet (nr 32-52), kommunalt bostadsprojekt byggt under 1920-talet i nyklassicistisk stil, med den monumentala Ilatrappen.
- Iladalen, bostadsprojekt från 1930- och 40-talen i funktionalistisk stil.
- Arkitekt Rivertz' plass och Det Rivertzke kvartal, stadens första lamellhus (1911).
- Geitmyra med skolträdgårdar.
- Nordre gravlund.
- Parken Gråbeinsletta.